# Liten glansmalva
Liten glansmalva (Anoda crenatiflora) är en malvaväxtart som beskrevs av Orteg.. Enligt Catalogue of Life ingår Liten glansmalva i släktet glansmalvor och familjen malvaväxter, men enligt Dyntaxa är tillhörigheten istället släktet glansmalvor och familjen malvaväxter. Arten förekommer tillfälligt i Sverige, men reproducerar sig inte. Inga underarter finns listade i Catalogue of Life.